# Općina Kranjska Gora
Općina Kranjska Gora (slo.:Občina Kranjska Gora) je općina u sjeverozapadnoj Sloveniji u pokrajini Gorenjskoj i statističkoj regiji Gorenjskoj. Središte općine je naselje Kranjska Gora s 1.428 stanovnika.

## Zemljopis
Općina Kranjska Gora nalazi se na krajnjem sjeverozapadu Slovenije, na tromeđi s Italijom i Austrijom. Općina se nalazi usred alpskog planinskog masiva. Sjevernim dijelom općine pružaju se Karavanke, a južnim Julijske Alpe. Veliki dio općine je preko 2.000 m nadmorske visine, a na jugu općine se nalazi i Triglav, najviši vrh Slovenije. U sredini se nalazi gornji dio doline Sava Dolinke, koji je pogodan za život i gdje su smještena sva naselja općine.
U općini vlada oštrija, planinska varijanta umjereno kontinentalne klime. Glavni vodotok u općini je Sava Dolinka, koja ovdje izvire i teče gornjim dijelom toka. Svi ostali manji vodotoci su njeni pritoci.

## Naselja u općini
Belca, Dovje, Gozd Martuljek, Kranjska Gora, Log, Mojstrana, Podkoren, Rateče, Srednji Vrh, Zgornja Radovna

## Vanjske poveznice
- Službena stranica općine